# A bolygó hollandi (opera)
A bolygó hollandi (németül Der fliegende Holländer) Richard Wagner háromfelvonásos „romantikus” operája (jegyzékszáma WWV 63). Librettóját a zeneszerző írta Heinrich Heine Aus dem Memoiren des Herren von Schnabelewopski című regénytöredékének egyik részlete alapján. Ősbemutatójára 1843. január 2-án került sor a drezdai Hoftheaterben. Magyarországon 1873. május 10-én mutatták be, a budapesti Nemzeti Színházban.

## Keletkezéstörténete

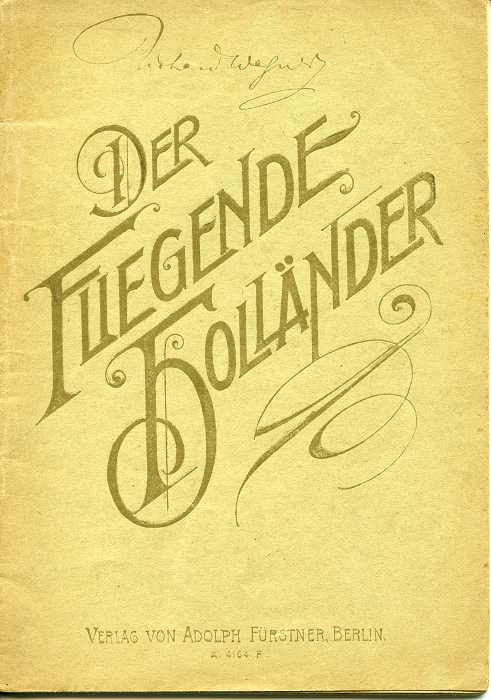
A librettó 1868-as kiadásának borítója

A bolygó hollandi Richard Wagner negyedik operája, a keletkezési sorrendet figyelembe véve, viszont az első, ha azt vesszük figyelembe, mennyire vannak meg benne azok a törekvések, amelyeket ma úgy ismer a zenetörténet, mint Wagner művészetének uralkodó jellemvonásait. Wagner első próbálkozása az opera terén Az esküvő című „rémdráma” volt, amelynek zenéjét be sem fejezte. Ezt A tündérek című dalmű követte, a Marschner-féle „démoni romantika” modorában. Ez sem került színpadra. Több szerencséje az 1836-ban keletkezett A szerelmi tilalommal sem volt, amelyet ugyan előadtak Magdeburgban, de csak egyetlenegyszer. Sokkal komolyabb jelentőségű ezeknél a Rienzi, amely meghozta az első igazi sikert, és amelyet még ma is játszanak, bár stílusánál fogva kívül esik az „igazi Wagneren”. A Rienziben Wagner mindenben követte a Párizsban akkor fénykorát élő nagyopera stílusjegyeit, és ennek drezdai bemutatója (1842) hozta meg számára az elismertséget. Korai műveiben utánozta, amit az akkori színpadokon látott és hallott, és amiről azt tapasztalta, hogy a közönségnek tetszik. A bolygó hollandi viszont gyökeresen más, és szinte rejtély, hogy ugyanaz a zeneszerző írta, aki röviddel azelőtt a Rienzi konvencionális jeleneteit vetette kottapapírra. Ez a zene nemcsak saját addigi műveitől különbözik, hanem mindattól is, amit a 19. század első felében operának tartottak. Mindaz, ami A bolygó hollandiban új, ettől kezdve élete minden művében megmarad, csak természetesen mind fejlettebb és érettebb formában.
Wagner a mondát Heinrich Heine Aus den Memoiren des Herren von Schnabelewopski (Schnabelewopski úr emlékiratai) című prózai művének olvasásakor ismerte meg. Ebben a történetben egy vidám kedélyű világjáró mondja el a regét, egy állítólag Amszterdamban látott színdarab formájában. Elbeszélésében már megvannak a Wagner-opera cselekményének lényeges mozzanatai, Erik, a vadász alakjának kivételével, amely már Wagner találmánya. A történet (Heine írása szerint) arról szól, hogy egy skót kalmár találkozik a vég nélküli tengeri utazástól elfásult hollandival, gazdag kincseket vásárol tőle nevetségesen alacsony áron, azután kérőként hazaviszi őt otthonába, szép leányához. A leány sejtelmektől eltelten összehasonlítja a neki szánt idegen férfiút egy tengerésznek a falon függő arcképével. A hollandi megpróbálja elhitetni vele, hogy a hasonlóság csak látszat, de mégis elmondja szenvedéseinek történetét; a leány örök hűséget esküszik neki. A hollandi az utolsó jelenetben megvallja szörnyű sorsát, és a tengerre menekül, nehogy feleségét magával rántsa a kárhozatba. De a leány utána veti magát a tengerbe, és a kísértethajót elnyelik a hullámok. Az elbeszélés derűs és ironikus hangneme egyáltalán nem érinti a monda komoly jellegét, és inkább csak a hollandi megjelenésének groteszkségén évődik. Wagner megfogalmazásában a regének már egészen más jelentése van: itt már minden félelmetesen komoly, az üdvösségért esdeklő elkárhozott ember alakja itt már általános érvényűvé növekszik.
Wagner 1839-ben kénytelen volt távozni Rigából, ahol addig karmesterkedett, hiszen a színház új karmestere felmondott neki. Úgy tervezte, hogy feleségével, Minnával együtt Párizsba utazik. Bízott abban, hogy a francia fővárosban egy csapásra minden más lesz, világhírre tesz szert, anyagi gondjai megszűnnek, és végre úgy fog élni, ahogy művészi rangjánál fogva megérdemli. Holott az egész hatalmas nagyvárosban leendő sógorán kívül egy teremtett lelket sem ismert, és egyelőre még annyi pénze sem volt, hogy egy rendes személyszállító hajóra váltsa meg a jegyét. Utazásuknak egy előre nem látott akadály állta útját: a cári törvények érdekében az útlevélkérelmeket közzéteszik a helyi lapokban. Ha pedig ez megtörtént volna, Wagner a párizsi postakocsi helyett az adósok börtönében kötött volna ki, mivel magdeburgi hitelezőit még nem kárpótolta. Wagner egyik jó barátja segített nekik átszökni Kelet-Poroszországba. Minna a kiállott izgalmak miatt azonban ágynak esett, így útjuk tovább húzódott. Pillau kikötőjében titokban – hiszen nem volt útlevelük – hajóra szálltak London felé, de az út az időjárási viszonyok miatt egy hét helyett huszonöt napig tartott, s a viharok miatt a kapitány kénytelen volt egy norvég kikötőben menedéket keresni. Itt, a Sandvikai-öbölben idéződött fel benne a bolygó hollandi ismert legendája. Párizsba érkezve a kiábrándulás nem váratott magára sokáig, tervei, kéziratai nem érdekelték a színigazgatókat. Dalátiratok készítéséből és újságírásból tartotta fenn magát. A dicsősége tetőfokán álló jó barát, Giacomo Meyerbeer sem tudott rajta segíteni. Ebben a kétségbeesett állapotában nyúlt a bolygó hollandi témájához, ugyanis ebben saját sorsát látta tükröződni. A hozzá tartozó tengeri légkör emléke pedig még elevenen élt benne a viszontagságos hajóút nyomán.
Két évvel később, 1841-ben, Párizsban kerek nyolc hónap alatt elkészült az egész dalmű. A tervet bemutatta a párizsi operának, de a mű nem nyerte el a vezetőség tetszését. Wagner ekkor lerövidítette a darabot és Berlinbe küldte Meyerbeernek, akitől megkésve ugyan, de kedvező választ kapott. Időközben lezajlott a Rienzi nagy sikerű bemutatója Drezdában, ezért a Hollandit visszavonta Berlinből, és a Szász Királyi Operaháznak ajánlotta fel. A darabot jelentősen átírta, a történetet Skóciából áthelyezte Norvégiába. Erre azért is szüksége volt, mert amíg Meyerbeer válaszára várt Párizsban, az Opéra vezetősége megvásárolta tőle a darab tervezetét 500 frankért, ezzel együtt lemondott a darab megzenésítésének jogairól is.
A premier 1843. január 2-án hatalmas sikert aratott, és a darabot rövid időn belül Németország szinte minden operaházában bemutatták.

### AHollandiMagyarországon
Az első magyar előadáson, 1873. május 10-én a hollandit Angyalffy Sándor, Sentát pedig Szabó Róza énekelte. A közönség tartózkodó magatartást tanúsított, aminek oka – amint a korabeli kritikák írták – a gyenge és szegényes előadás volt. A kritikusok sem voltak tisztában az új darabbal. Erre vall az, hogy szakszerű hozzászólás alig található a korabeli lapokban, ellenben azt valamennyien kifogásolták, hogy a darab végén a hajók nem süllyedtek el elég szépen.
A teljesen elavult ifj. Ábrányi Kornél-féle fordítás helyett Lányi Viktor 1930-ban új fordítást készített.

## Szereplők
| Szereplő                                                  | Hangfekvés | Az ősbemutató szereposztása  |
| --------------------------------------------------------- | ---------- | ---------------------------- |
| Daland, norvég hajós                                      | basszus    | Friedrich Traugott Reinhold  |
| Senta, a leánya                                           | szoprán    | Wilhelmine Schröder-Devrient |
| Erik, vadász                                              | tenor      | Carl Risse                   |
| Mary, Senta dajkája                                       | alt        | Thérèse Wächter              |
| Kormányos                                                 | tenor      | Wenzel Bielezizky            |
| A hollandi                                                | bariton    | Johann Michael Wächter       |
| Norvég matrózok, a hollandi hajójának legénysége, leányok |            |                              |

## Zenekar
Zenekar összetétele: 
| - I. hegedű - II. hegedű - brácsa - gordonka - nagybőgő - 2 fuvola | - 1 kis fuvola - 2 oboa (angolkürt) - 2 klarinét - 2 fagott - 4 kürt - 2 trombita | - 3 harsona - 1 basszustuba - üstdob - tamtam - 1 hárfa |

## Cselekménye

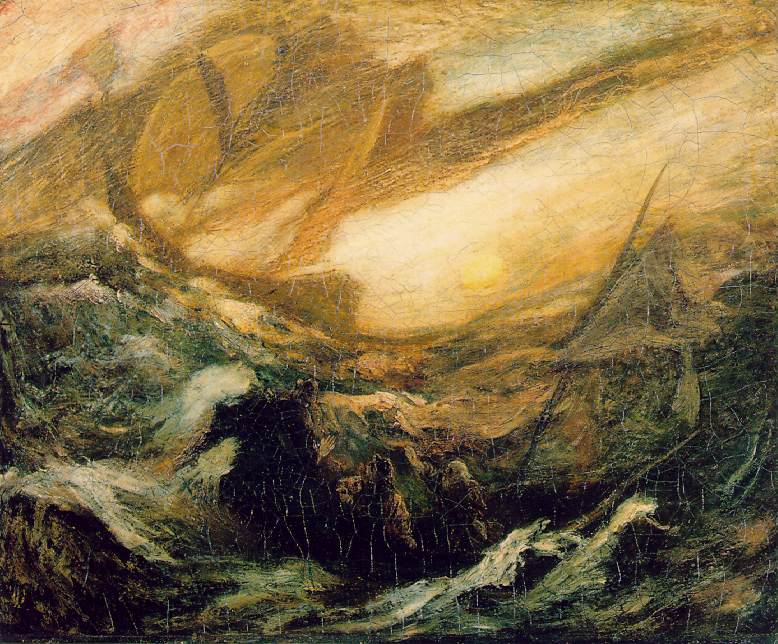
Fantáziarajz A bolygó hollandiról

Helyszín: Norvégia tengerpartja
Idő: 1650 körül

### Első felvonás
Helyszín: Sziklás táj Norvégia partjánál
Félelmetes vihar dúl a tengeren. Daland, a norvég hajós kénytelen eredeti útjától eltérve egy védett öbölben menedéket keresni. Partra lépve felismeri, hogy Sandwike vidékére sodorta a szél. A fáradt legénység pihenni tér, a kormányos vállalja az éjszakai őrséget. Az otthonról szóló dallal próbálja ébren tartani magát, ám sikertelenül. Szemét csakhamar elnyomja az álom. Hirtelen hatalmas vitorlás köt ki Daland bárkája mellett. A fekete spanyol viseletbe öltözött hollandi lép belőle partra. Az idők végtelenje óta a tengert járja, az örök kárhozat alól csak egy asszony sírig tartó szerelme oldhatja fel. Hogy erre lehetőséget nyerjen, hétévente partra léphet. Ám újra tengerre kell szállnia, ha próbálkozása sikertelen marad. Az álmából felébredő Daland beszédbe elegyedik a magát gazdag kereskedőnek mondó férfival, és meghallva annak mesés gazdagságát, embereivel együtt otthonába invitálja, sőt, kincsei reménybeli megkaparintására gondolva, odaígéri neki leánya, Senta kezét is. A hollandiban újra felsejlik a megváltás már sokszor felcsillant reménye, és elfogadja a meghívást.

### Második felvonás
Helyszín: Szoba Daland házában
Daland házában mindenki a hazatérő hajósokat várja. Egyedül Senta nem vesz részt a lányok, asszonyok vidám énekében. Szeme egyre a szoba falán függő képet, a sápadt hajós arcképét kémleli, majd felidéz egy, a bolygó hollandiról, az elátkozott hajósról szóló legendát. Erik, a vadász őszintén szereti a lányt, azonban évek óta kosarat kapott kezét kérő szavára, és most egyre nagyobb aggodalommal figyeli, hogy a lány gondolatait mind jobban kitölti a hajósról való fantáziálgatás. Amikor megérkezik Daland és vendége, Senta első látásra azonosítja a hollandit álmai hősével. Úgy érzi, ő az, akire évek óta várt és akinek örök hűséggel tartozik. Daland örömmel fogadja, hogy leánya nem tiltakozik az ismeretlennel való házasság ellen, sőt a férfit is megnyugtatják Senta higgadt, sorsát vállaló szavai.

### Harmadik felvonás

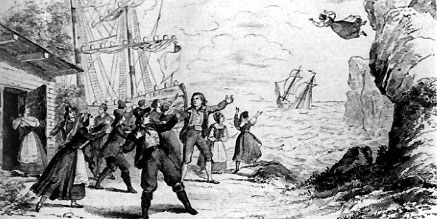
Skicc a bemutatóelőadás utolsó jelenetéről

Helyszín: Sziklás tengerpart Daland háza közelében
A matrózok dallal és tánccal, önfeledt vidámsággal ünneplik sikeres partot érésüket. A hollandi hajója azonban csendes, majd hirtelen lángok csapnak ki belőle és lidérces fények veszik körül. Senta már döntött: követi a hollandit. Erik még egyszer megkísérli visszatartani a végzetes lépéstől. A hollandi hajója ajtajából figyeli beszélgetésüket, majd azt gondolva, hogy a leány máris elárulta, bosszúsan hajójába lép, s kiadja az indulásra szóló parancsot. Senta ekkor beváltja esküjét, sírig tartó hűségét, és a magas tengerpartól a mélybe veti magát. Ugyanebben a pillanatban megbillen a hollandi távolodó hajója is, majd méltóságteljesen elnyeli az óceán. Az átok megtört.

## Zenéje
Wagner későbbi alkotásait tekintetbe véve megállapítható, hogy A bolygó hollandi történelmi szempontból újdonságot jelent, hiszen első ízben itt alkot a cselekmény, a színpadkép és a zene tökéletes szimbolikus egységet. A tenger és a szárazföld, a végtelenség és a végesség, a férfi és a nő, a megváltás vágya és a megváltó szerelem – mindez képben, alakban és hangban egyszerre van jelen. Senta és a hollandi alakja, az eszméknek hordozói, kiemelkednek a többi szereplő közül, de még messzemenően magukon viselik a korabeli operai konvenció vonásait. A bolygó hollandi, zenéje alapján, már nem hagyományos romantikus opera, ahogyan azt egyébként Wagner is nevezi, nem hagyományos „áriákból” álló mű, nem zárt énekszámok felsorakoztatásából keletkezett, hanem átkomponált, az elejétől a végéig egyetlen egységes egészet alkot. Az opera legfontosabb jellegzetessége, hogy anyaga két alaptémából fejlődik ki, és megelőlegezi A Nibelung gyűrűje tetralógiában tökéletesre csiszolt zenedráma műfaját. Emiatt A bolygó hollandi eredetileg egyfelvonásos operának készült, ezért a nyitány megállás nélkül folytatódik az első felvonásban, az egyes felvonásvégek is az eredeti partitúra szerint összefüggően mennek át a következő felvonások kezdetébe. Napjainkban mind a három-, mind az egyfelvonásos változatot is játsszák.

## Híres részletek
- Nyitány
- Mit Gewitter und Sturm aus fernem Meer – A kormányos dala (első felvonás)
- Die Frist ist um – A hollandi monológja (első felvonás)
- Durch Sturm und bösen Wind verschlagen – Daland és a hollandi kettőse (első felvonás)
- Summ und brumm, du gutes Rädchen – Fonókórus (második felvonás)
- Johohoe – Senta balladája (második felvonás)
- Bleib, Senta – Erik és Senta kettőse (második felvonás)
- Mögst du, mein Kind, den fremden Mann? – Apaária (Daland áriája, második felvonás)
- Wie aus der Ferne längst vergangener Zeiten – A hollandi és Senta kettőse (második felvonás)
- Steuermann! Lass die Wacht – Matrózkórus (harmadik felvonás)
- Willst jenes Tags du nicht dich mehr entsinnen – Erik cavatinája (harmadik felvonás)
- A boly(on)gó Hollandi I Die Frist ist um – Itt az idő – YouTube.com, (magyar felirattal) Közzététel: 2021. febr. 3.
- A boly(on)gó Hollandi III Steuermann! Lass die Wacht – Matrózkórus  – YouTube.com, (magyar felirattal) Közzététel: 2021. febr. 3.